# Fuselage de pierre
Pour plus de détails, voir Fiche technique et Distribution.
Fuselage de pierre (Guided Muscle) est un film américain d'animation Looney Tunes de 7 minutes et mettant en scène Bip Bip et Vil Coyote réalisé par Chuck Jones en 1955.

## Fiche technique
- Réalisateur Chuck Jones
- Producteur Edward Selzer
- Compositeur Carl W. Stalling